# 中国国际广播电台马勒库拉分台
中国国际广播电台马勒库拉分台（英语：CRI Malakula）是中国国际广播电台在海外的广播分台之一，于2007年9月10日开播，办公室设于瓦努阿图马朗巴省马勒库拉岛。目前每天播出3小时节目，通过FM 106MHz及网络广播播出节目，广播范围覆盖马勒库拉岛地区。

## 历史
- 2007年8月20日 - 开始试播。
- 2007年9月10日 - 正式开播。

## 播出时段
时间：UTC+11
- 普通话或英语：12:00-15:00